# Vico del Gargano
Vico del Gargano – miejscowość i gmina we Włoszech, w regionie Apulia, w prowincji Foggia.
Według danych na rok 2004 gminę zamieszkiwały 8102 osoby, 73,7 os./km².

## Współpraca
Miejscowość partnerska:
- Marchin, Belgia